# El Manicomio de la risa
El Manicomio de la Risa de Omega Estéreo es un programa radial producido en San José de Costa Rica, de corte humorístico, con una línea que busca hacer humor manteniendo ante todo el respeto al oyente.
Se emitió por primera vez en marzo del año 2000. Se transmite en la radio emisora Omega Estéreo en el dial costarricense 105.1 en Frecuencia modulada (FM)  en horario de 6 a 9 de la mañana, de lunes a viernes. Es conducido por Carlos Álvarez con la participación de los humoristas nacionales, ha logrado mantener  un alto índice de sintonía durante todo este tiempo que permanece al  aire en la radio costarricense.

## Historia
En un inicio, el programa del Manicomio de la risa contaba con los humoristas  Rolando Carmona y Franklin Vargas. Por diferencias de criterios, ambos decidieron renunciar al Manicomio de la Risa y formar un nuevo programa humorístico en la radio emisora Ritmo 9.07, llevándose consigo sus personajes Cesario, Matricio, Galleta, Quejidos, Refugio y Paquita los cuales habían tenido gran aceptación en el público del Manicomio de la Risa durante los 6 años que estuvieron ellos a cargo del programa.
Después de esto, el Manicomio de la Risa inició una nueva etapa con humoristas aficionados que le dieron un giro radical al programa y logrando mantener los índices de sintonía que mantenía con el grupo anterior.

## Humoristas Actuales
Rolando Carmona: Uno de los mejores humoristas de Costa Rica, fundador del programa, con personajes como: "Padre Taylor"
Franklin Vargas: Junto a Rolando uno de los fundadores del programa, con muchos personajes en su haber.
Emeterio Viales: Es un folklorista con una trayectoria amplia en el ámbito costarricense. No tiene personaje, sino que se representa a sí mismo, relatando sus anécdotas y sus experiencias de vida.
Francisco Chico Blanco: Comediante con amplia trayectoria.